# São José, Rio Grande do Sul
São José är en ort i Brasilien.   Den ligger i kommunen Santa Maria och delstaten Rio Grande do Sul, i den södra delen av landet, 1 700 km söder om huvudstaden Brasília. São José ligger 123 meter över havet och antalet invånare är 5 697.
Terrängen runt São José är platt söderut, men norrut är den kuperad. Terrängen runt São José sluttar söderut. Runt São José är det ganska glesbefolkat, med 27 invånare per kvadratkilometer.. Närmaste större samhälle är Santa Maria, 5,8 km väster om São José.
Trakten runt São José består i huvudsak av gräsmarker.